# 상도동계
상도동계(上道洞系)는 김영삼의 자택이 서울 동작구 상도동에 위치한 데에서 명칭이 유래했으며, 동교동계와 함께 한국 정치의 양대 파벌이었다.
1984년에 김영삼과 김대중은 전두환 정권에 맞서기 위해 민주화추진협의회를 결성하였다. 1980년대까지 상도동계는 동교동계와 함께 민주화추진협의회의 양대 세력이었다. 하지만 김영삼이 통일민주당, 노태우의 민주정의당, 김종필의 신민주공화당이 3당합당을 추진하면서 상도동계와 동교동계는 서로 다른 정치 노선을 걷게 된다.
상도동계는 3당합당으로 탄생한 민주자유당과 그 후신인 신한국당, 한나라당에서는 '민주계'로 불리기도 했다.
2008년부터 시작된 이명박 정부에서도 상도동계 출신인 김덕룡, 김무성, 정병국 등은 한나라당에서 주요 당직을 맡았다. 2009년 9월 10일에는 지역갈등 해소와 동서화합을 주제로 서울 종로구 서울기독교회관에서 동교동계와 만났다.

## 같이 보기
- 김영삼
- 김영삼 정부
- 동교동계